# Trogulus lusitanicus
Trogulus lusitanicus is een hooiwagen uit de familie kaphooiwagens (Trogulidae).